# Léon Auguste Asselineau
Pour les articles homonymes, voir Asselineau.
Léon Auguste Asselineau né le 8 mars 1808 à Hambourg et mort le 25 mars 1889 au Havre est un lithographe, peintre et dessinateur français.

## Biographie
Léon Auguste Asselineau naît le 8 mars 1808 à Hambourg de parents français.
Il est notamment l'élève d'Adolphe Roehn. Dans sa jeunesse, il est attaché au musée de Madrid. Il expose des paysages aux Salons parisiens de 1836, 1838, 1840, 1846 et 1847, mais c'est principalement comme lithographe qu'il se fait remarquer, en collaborant aux grandes publications des frères Gihaut notamment avec le Mobilier ou le Vieux Paris. Il donne également des planches pour La France de nos jours, collection d'albums lithographiés qu'il dirige chez l'éditeur F. Sinnett, et où l'on retrouve des artistes comme Charles Mercereau (vers 1853-1876) : vues de villes (Paris, Nantes, Marseille…) ou des Pyrénées.
Léon Auguste Asselineau meurt le 25 mars 1889 au Havre.
Sa sœur cadette Antoinette Asselineau est peintre portraitiste.

## Œuvres

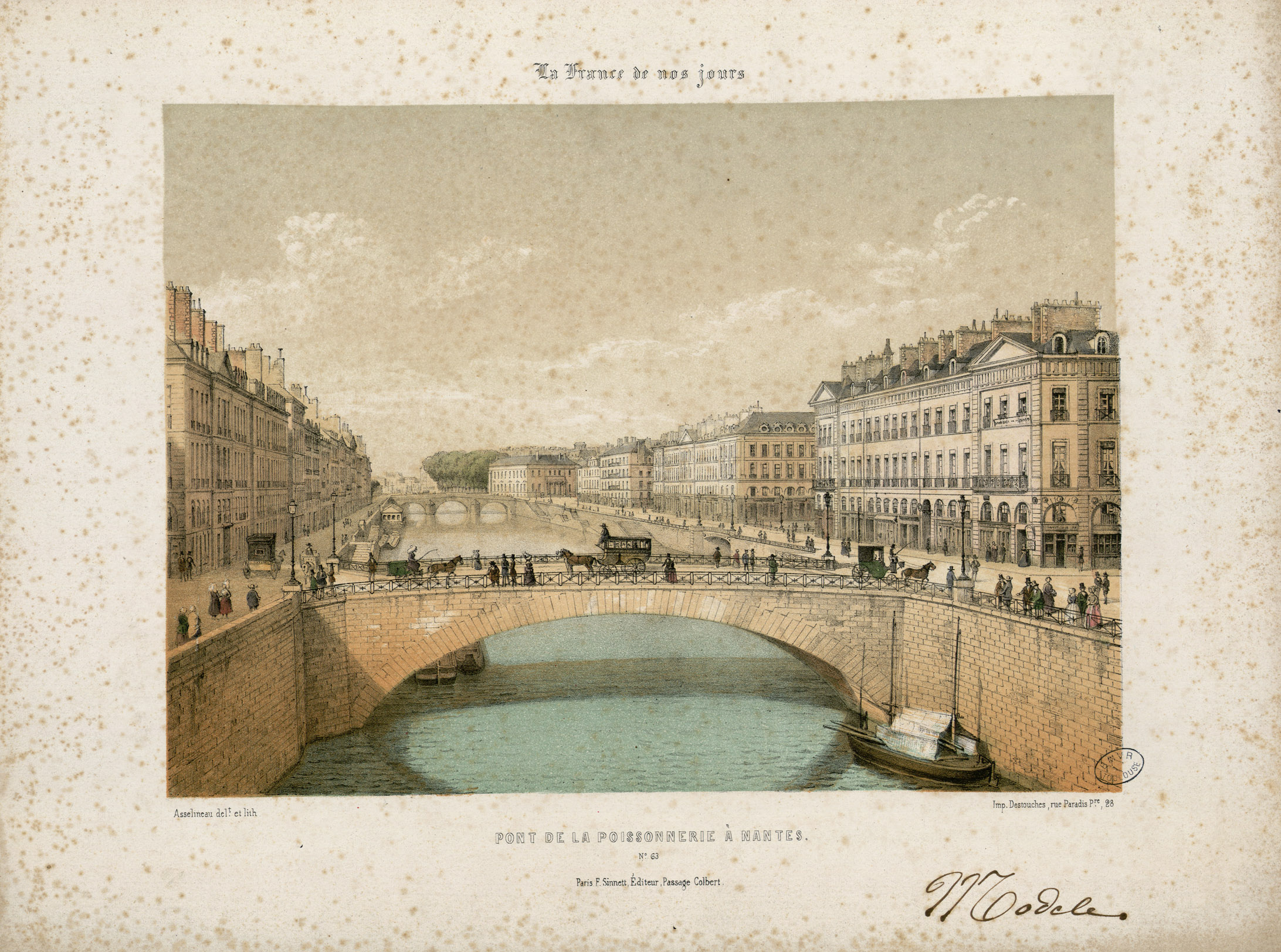
Le Pont de la Poissonnerie de Nantes, bibliothèque de Toulouse.

- Meubles et armures anciennes (1844)
- Vues pittoresques des principaux châteaux des environs de Paris et des départements, illustrations.
  - Château du Marais, lithographie de Charles Motte.
- Le vieux Paris. Reproduction des monumens qui n'existent plus dans la capitale (avec François-Alexandre Pernot; Édouard-Auguste Nousveaux), Paris : Jeanne et Dero-Becker, éditeurs, 1838-39.
- Le Moyen Âge pittoresque, illustrations.
- Meubles et armes du Moyen-Âge, dessin avec Jules Gagniet (1840).